# Jarl Kulle
Jarl Kulle (Ekeby, 28 de fevereiro de 1927 – Roslagen, 3 de outubro de 1997) foi um ator sueco de teatro, musical e cinema, durante a segunda metade do séc. XX.
Entre as peças dramáticas em que participou, estão Long Day's Journey into Night (1956), Rei Lear (1984), O misantropo (1995). Entre os filmes, estão Änglar, finns dom? (1961) e Fanny e Alexander (1982).